# Gita Gopinath
Gita Gopinath (Kolkata, 8 december 1971) is een Indiase econoom en sinds 2019 hoofdeconoom van het Internationaal Monetair Fonds (IMF). In die rol is ze directeur van de onderzoeksafdeling van het IMF en economisch hoofdadviseur.

## Biografie
Gopinath volgde een katholieke secundaire school in Mysore, en studeerde af in de economie, aan de Universiteit van Delhi. In 1996 behaalde ze een graad aan de Universiteit van Washington, en nadien een doctoraat aan de Princeton-universiteit, met als promotoren Ben Bernanke en Kenneth Rogoff. In 2001 werd ze assistent-hoogleraar aan de Universiteit van Chicago, en negen jaar later hoogleraar internationale economie aan de economische faculteit van de Harvard-universiteit, een functie waaruit zij verlof nam na haar aanstelling bij het IMF. Ze was economisch adviseur voor de regering van de Indiase deelstaat Kerala, en is voorts verbonden aan het National Bureau of Economic Research, en de redactie van The American Economic Review.